# Austin Challenger
Il Austin Challenger è stato un torneo professionistico di tennis giocato su campi in cemento. Faceva parte dell'ATP Challenger Series. Si giocava annualmente a Austin negli Stati Uniti.

## Albo d'oro

### Singolare
| Anno       | Campione        | Finalista         | Punteggio        |
| ---------- | --------------- | ----------------- | ---------------- |
| 1979       | Peter Rennert   | Robert Van't Hof  | 6–3, 4–6, 7–5    |
| 1980- 1995 | Non disputato   | Non disputato     | Non disputato    |
| 1996       | Sargis Sargsian | Sébastien Lareau  | 6–4, 6–4         |
| 1997- 1998 | Non disputato   | Non disputato     | Non disputato    |
| 1999       | André Sá        | Glenn Weiner      | 7–5, 6–2         |
| 2000       | Andy Roddick    | Michael Russell   | 6–4, 6–4         |
| 2001- 2002 | Non disputato   | Non disputato     | Non disputato    |
| 2003       | Paul Goldstein  | Robert Kendrick   | 6–3, 6–3         |
| 2004       | Robert Kendrick | Wesley Whitehouse | 7–5, 6(2)–7, 6–2 |

### Doppio
| Anno       | Campioni                          | Finalisti                             | Punteggio        |
| ---------- | --------------------------------- | ------------------------------------- | ---------------- |
| 1979       | Anand Amritraj John Austin        | Steve Denton Mark Turpin              | 6–1, 6–2         |
| 1980- 1995 | Non disputato                     | Non disputato                         | Non disputato    |
| 1996       | Sargis Sargsian Michael Sell      | T. J. Middleton Bryan Shelton         | 7–5, 7–6         |
| 1997- 1998 | Non disputato                     | Non disputato                         | Non disputato    |
| 1999       | Marcos Ondruska Wesley Whitehouse | Paul Goldstein Adam Peterson          | 7–5, 4–6, 6–2    |
| 2000       | Tim Crichton Ashley Fisher        | Raemon Sluiter Dennis van Scheppingen | 6–1, 6(6)–7, 6–0 |
| 2001- 2002 | Non disputato                     | Non disputato                         | Non disputato    |
| 2003       | Lu Yen-hsun Jason Marshall        | Josh Goffi Tripp Phillips             | 6–2, 2–6, 6–3    |
| 2004       | André Sá Bruno Soares             | Robert Kendrick Brian Vahaly          | 6–3, 6–1         |